# Zofia Grzesiak
Zofia Grzesiak, pierwotnie Nechume Szwarcblat, z domu Wolf (ur. 1 września 1914 w Kryczylsku, zm. 1 sierpnia 2004 w Lublinie) – polska pisarka żydowskiego pochodzenia.

## Życiorys
Urodziła się w Kryczylsku na Wołyniu w biednej rodzinie chasydzkiej, jako córka Mortha Wolfa i Rajzeł z domu Gutman, zajmujących się drobnym handlem. Jej ojciec był również chazanem w miejscowej synagodze. Ukończyła kilka klas chederu. W 1938 roku została wydana za mąż, 9 września 1939 roku urodziła córkę. W domu posługiwała się językiem jidysz.
Podczas okupacji niemieckiej cała rodzina uwięziona została w getcie w Sarnach, gdzie zamordowana została cała jej rodzina oprócz córki. Została uratowana przez jej przedwojennego sąsiada, Tadeusza Grzesiaka, który uzyskał dla niej i córki odpowiednie dokumenty. Przyjęła następnie imię Zofia oraz nazwisko swojego opiekuna. Podawali się za polską rodzinę, mieszkali w Kryczylsku. W 1943 roku rodzina została zaatakowana przez ukraińskich nacjonalistów. Następnie rodzina opuściła dom i tułała się, w maju 1943 roku zostali zatrzymani przez Niemców podczas łapanki w Sarnach, trafili do obozu pracy w Leopoldsdorf. Wraz z mężem pracowała w fabryce, później została jednak przeniesiona do pracy jako sprzątaczka. 
W 1945 roku powrócili do Polski, zatrzymali się w Jastkowie. Następnie wzięła ślub z Tadeuszem Grzesiakiem. Początkowo mieszkali w Pile, gdzie ochrzczona została jej córka, a Grzesiak otworzył warsztat mechaniczny i olejarnię. Byli szesnastą polską rodziną, która osiedliła się na tych terenach. W 1952 roku zamieszkali w Lublinie, gdzie zajęła się prowadzeniem domu, w wolnym czasie pisząc oraz prowadząc dziennik. W 1958 roku jej mąż został uhonorowany tytułem Sprawiedliwego wśród Narodów Świata.
Zainteresowanie jej twórczością przyniosło opulikowanie w 1983 roku reportażu Małgorzaty Niezabitowskiej dotyczącego lubelskich Żydów. W 1986 roku jej opowiadanie Stan małżeński zostało wydane w publikacji Remnants: The Last Jews of Poland. W 1992 roku Państwowy Instytut Wydawniczy wydał jej autobiograficzną powieść Między Horyniem a Słuczą. Jej opowiadania publikowane były także w „Akcencie”, „Kamenie” i „Fołks Sztyme”. Kilka jej utworów opublikowano także w 2001 roku w antologii Contemporary Jewish Writing in Poland.
Była członkiem filii lubleskiej Gminy Wyznaniowej Żydowskiej w Warszawie. 
Po śmierci męża podupadła zdrowotnie, cierpiała z powodu utraty słuchu. Pisała jednak prawie do końca życia. Została pochowana obok męża na cmentarzu przy ulicy Lipowej w Lublinie.
Jej córka, Wanda Lotter (ur. 1939), jest aktywistką społeczności żydowskiej w Lublinie.

## Twórczość
Zofia Grzesiak jest autorką prozy literackiej i wspomnieniowej, poświęconej losom polskich Żydów. Z bogatego dorobku opublikowała tylko dwie powieści i kilka opowiadań. Pozostawiła po sobie wiele nieopublikowanych utworów, maszynopisy oraz rękopisy.

## Teksty opublikowane w czasopismach
- Dzwony paschalne, „Akcent” 1990, nr 1/2, s. 117–121.
- Mętna woda, „Akcent” 1990, nr 1/2, s. 121–126.
- Pajka (fragment powieści), „Akcent” 1996, nr 1, s. 51–61.
- ...nie pozwolił mi skonać ze strachu, „Kamena” 1991, nr 3/4, s. 31–34.
- Ten umarł, ta zwariowała, tamtego zabili w więzieniu [fragment powieści Przekleństwo posagu], „Kamena” 1990, nr 1, s. 17–22.
- Sześć córek, „Fołks-Sztyme” 1990, nr 13, s. 8–9.
- Sześć córek, „Fołks-Sztyme” 1990, nr 14[2].